# Ghiacciaio Glitrefonna
Il ghiacciaio Glitrefonna (in norvegese: "splendente") è un ghiacciaio situato sulla costa della Principessa Ragnhild, nella Terra della Regina Maud, in Antartide. Il ghiacciaio, il cui punto più alto si trova a circa 1279 m s.l.m., si trova in particolare nei monti Sør Rondane, dove fluisce lungo il versante settentrionale del monte Bergersen.

## Storia
Il ghiacciaio Glitrefonna è stato mappato nel 1957 da cartografi norvegesi grazie a fotografie aeree scattate nel corso dell'operazione Highjump, 1946-1947, ed è stato da essi battezzato con il suo attuale nome.